# Fernando Silva Santisteban
Fernando Silva-Santisteban Bernal (Cajamarca, 1929 - Lima, 16 de diciembre de 2006) fue un historiador, antropólogo y catedrático peruano.

## Biografía
Silva Santisteban nacido en Cajamarca, hijo de Osías Silva-Santisteban Roncal, abogado y de Yolanda Bernal Fusconi. 
Estuvo casado con la cantante Teresa Guedes, y fue padre de la poeta Rocío Silva Santisteban. Hizo sus estudios escolares en el Sesquicentenario Colegio San Ramón de Cajamarca (Promoción 1949). Su formación profesional la inicia en la Universidad Nacional de Trujillo, para posteriormente efectuar traslado a la Facultad de Letras de la Universidad Nacional Mayor de San Marcos, doctorándose en Historia a los veintinueve años de edad, en 1959, con la tesis: Los Obrajes en el Virreinato del Perú. 
Entre 1985 y 1987 se desempeñó como Director del Instituto Nacional de Cultura y del Museo Nacional de Historia. Fue Presidente de la Comisión Interamericana de Cultura de la OEA. 

## Obras
Publicó, junto a Román Sánchez Montes y Alberto Sánchez Caballero, tres tomos de la Historia del Perú, los cuales constituyen un referente para la investigación. Enero 1982.
- Los Obrajes en el Virreinato del Perú
- Historia del Perú Prehispánico
- El Pensamiento Mágico Religioso en el Perú Contemporáneo
- La Idiosincrasia de Occidente
- Antropología: Conceptos y Nociones Generales
- Historia de Nuestros Tiempos
- Desarrollos políticos de la civilizaciones andinas
- El primate responsable, Fondo Editorial del Congreso de la República, Lima, 2005

## Primer reconocimiento
- 1959 Premio Nacional a la Cultura “Inca Garcilaso de la Vega”.
- 1966  Palmas Magisteriales del Ministerio de Educación del Perú en el Grado de Comendador
- 1967  Gran Orden Bolivariana de Educación
- 1994  Palmas Magisteriales del Ministerio de Educación del Perú en el Grado de Amauta